# CloakNT
CloakNT — игровой движок, разработанный словацкой компанией Cauldron HQ и впервые примененный в трёхмерном шутере от первого лица «Chaser: Вспомнить всё» 2003 года выпуска.

## История разработки
CloakNT — второй игровой движок компании Cauldron HQ, в то время, как первый — the Mist engine, использовался компанией с 1998 года. Работу над Cloak (рус. «Мантия») (первоначальное название) планировалось завершить работу ещё в 2000 году, однако было решено продолжить разработку, в результате чего были добавлены новые функции, а название переменилось на CloakNT.
В 2003 году состоялся выход Chaser (в России изданной как «Chaser: Вспомнить всё»), первой игры на основе данной технологии. В комплекте с игрой поставляется редактор уровней.
Игра Gene Troopers (2005 год), по некоторым данным, уже использовала вторую версию этого движка. Battle for the Pacific — третью (CloakNT3). Движок постоянно дорабатывался и совершенствовался. Последние игры, в которых он использован, относятся к линейке игр Cabela’s и выполнены в жанре симулятора охоты.

## Технические характеристики
Исходный код движка написан на языке программирования C++. Будучи первоначально ПК-эксклюзивным, позднее движок был портирован на игровые консоли PlayStation 2, PlayStation 3, GameCube, Xbox, Xbox 360 и Wii.
Встроенный физический движок поддерживает распознавание столкновений и физику твердых объектов, но в некоторых играх на движке CloakNT используется специализированный движок Havok. Для работы со светом поддерживается: попиксельное освещение, использование лайтмапов, динамические тени и затенения.
Система частиц позволяет создавать на уровне объемный туман, эффекты взрывов и т. д. Также может осуществляться деформация объектов, морфинг, шейдерные эффекты (с помощью которых можно сделать водную поверхность с отражениями и светопреломлениями), несколько типов анимации, рельефное текстурирование, эффекты твердых поверхностей (металл, пластик, стекло). Позднее в движок были интегрированы и такие техники пост-обработки, как глубина резкости и HDR. На примере игры Chaser, ресурсы хранятся в архивах с расширением .fs.
Построение уровней происходит по «портальной» системе, что в отличие от BSP-метода, позволяет создавать более масштабные открытые территории, которые включают себя и здания с проработанными помещениями.

## Игры, использующие CloakNT
- 2003 — Chaser: Вспомнить всё
- 2004 — Conan: The Dark Axe
- 2005 — Knights of the Temple 2
- 2005 — Gene Troopers
- 2006 — The History Channel: Civil War — A Nation Divided
- 2007 — The History Channel: Battle for the Pacific
- 2007 — Soldier of Fortune: Payback
- 2008 — History Civil War: Secret Missions
- 2008 — Secret Service: Ultimate Sacrifice
- 2009 — Cabela’s Big Game Hunter 2010
- 2009 — Jurassic: The Hunted
- 2010 — Cabela’s Dangerous Hunts 2011
- 2011 — Cabela’s Adventure Camp
- 2011 — Cabela’s Big Game Hunter 2012
- 2012 — Cabela’s Dangerous Hunts 2013
- 2013 — Cabela’s Dangerous Hunts 2014
- 2013 — Cabela’s Big Game Hunter: Pro Hunts